# Cecilienstraße 50 (Mönchengladbach)

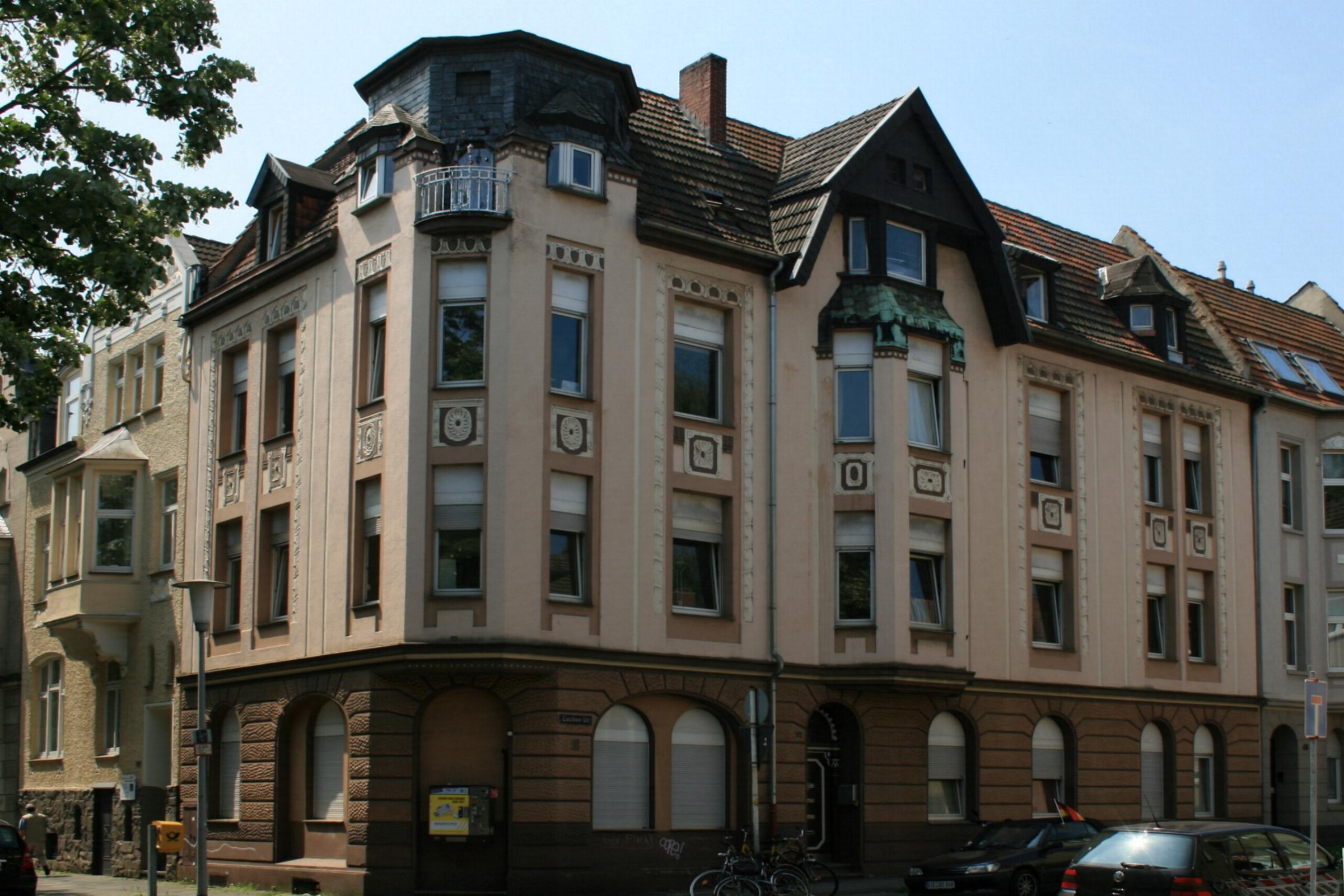
Wohnhaus (2010)

Das Wohnhaus Cecilienstraße 50 steht im Stadtteil Grenzlandstadion in Mönchengladbach (Nordrhein-Westfalen).
Das Haus wurde 1907 erbaut. Es ist unter Nr. C 004 am 2. März 1989 in die Denkmalliste der Stadt Mönchengladbach eingetragen worden.

## Architektur
Dieses bürgerliche Mehrfamilienwohnhaus ist als Teil einer geschlossenen und gut erhaltenen Gruppe (Nr. 183 – Eckbebauung Cecilienstraße 50) historischer Stadthäuser zu betrachten. Das Haus wurde 1907/1908 als Dreifamilienhaus mit Ladenlokal erbaut.